# Menjamel crestagroc
El menjamel crestagroc (Lichenostomus melanops) és una espècie d'ocell australià pertanyent al gènere Lichenostomus i de la família dels melifàgids.

## Subèspecies
- L.m. cassidix (en greu perill d'extinció)
- L.m. melanops
- L.m. meltoni